# Arnold Georg Rudling
Arnold Georg Rudling, född 15 oktober 1806 i Uddevalla församling, död 23 mars 1892 i Linköping, Östergötlands län, var en svensk häradshövding.

## Biografi
Arnold Georg Rudling föddes 1806 i Uddevalla. Han var son till handlanden Johan Eric Rudling och Elisabeth Maria Brovall. Rudling blev 1824 student vid Lunds universitet och avlade våren 1828 juristexamen i Uppsala. Han blev 1834 vice häradshövding och 1844 rådman i Jönköpings stad. Rudling blev 1860 häradshövding i Vifolka, Valkebo och Gullbergs domsaga. Han tog avsked från tjänsten och avled 1892 i Linköping.

### Familj
Rudling gifte sig 1847 med Welly Holm (1824–1884). De fick tillsammans barnen översten Arvid Rudling (1856–1925) vid Norrlands artilleriregemente och häradshövdingen Tage Germund Rudling (1859–1946) i Nyköpings domsaga.